# Bitwa pod Radgoszczą
Bitwa pod Radgoszczą (lub bitwa pod Radogoszczą) – bitwa stoczona 8 października 1715 podczas konfederacji tarnogrodzkiej.
Wojska konfederackie wkrótce po rozpoczęciu kroków zbrojnych przeciw Sasom zaatakowały saski regiment kirasjerów imienia królowej znajdujący się pod Radgoszczą. Regiment ten pod dowództwem barona Owerbecka został łatwo zniesiony przez Polaków. Zginęło 230 Sasów, a 150 dostało się do niewoli konfederatów, resztka regimentu szukała ratunku w ucieczce. W bitwie polegli ze strony Sasów graf Benaff, 3 rotmistrzów i dwóch poruczników. Była to pierwsza bitwa antysaskiego powstania.